# Dominic Lavoie
Joseph Gilles Dominic Lavoie (* 21. November 1967 in Montreal, Québec) ist ein ehemaliger österreichisch-kanadischer Eishockeyspieler (Verteidiger), der von 1988 bis 2004 für die St. Louis Blues, Ottawa Senators, Boston Bruins und Los Angeles Kings in der National Hockey League sowie die Hannover Scorpions in der Deutschen Eishockey Liga und die VEU Feldkirch in der Österreichischen Eishockey-Liga spielte.

## Karriere
Dominic Lavoie begann seine Karriere als Eishockeyspieler bei den Saint-Jean Castors, für die er von 1984 bis 1987 in der kanadischen Top-Juniorenliga Québec Major Junior Hockey League aktiv war. Daraufhin erhielt er einen Vertrag bei den Peoria Rivermen, für die er die folgenden fünf Jahre in der International Hockey League auflief, wobei er parallel auch einige Spiele für deren Kooperationspartner aus der National Hockey League, die St. Louis Blues absolvierte. Mit den Rivermen gelang ihm in der Saison 1990/91 der Gewinn des Turner Cups. Während der Saison 1992/93 stand der Verteidiger sowohl für die Ottawa Senators, als auch die Boston Bruins in der NHL auf dem Eis. Den Großteil der Spielzeit verbrachte er allerdings bei deren Farmteams aus der American Hockey League, den New Haven Senators und Providence Bruins.
Nach einem Jahr bei den Los Angeles Kings in der NHL sowie den Phoenix Roadrunners und San Diego Gulls in der IHL, ging der Kanadier im Sommer 1994 nach Österreich, wo er einen Vertrag bei der VEU Feldkirch erhielt, mit der er anschließend 1996, 1997, 1998 und 1999 viermal in Folge die Alpenliga gewann. Zudem wurde er mit Feldkirch von 1995 bis 1998 ebenfalls vier Mal Österreichischer Meister. Lavoie, der 1997 ins Alpenliga All-Star Team gewählt wurde, konnte sich mit seinen Leistungen in Österreich für einen Vertrag in der DEL bei den Hannover Scorpions empfehlen, für die er von 1999 bis 2002 drei Jahre lang aktiv war. Daraufhin kehrte er nach Feldkirch zurück, wo er 2004 seine Laufbahn beendete. Im Dezember 2010 kehrte er erneut für drei Spiele zur VEU Feldkirch zurück und erzielte zwei Tore.

### International
Für Österreich nahm Lavoie an den Weltmeisterschaften 1999, 2000, 2001 und 2002 teil. Des Weiteren stand er im Aufgebot Österreichs bei den Olympischen Winterspielen 2002 in Salt Lake City.

## Erfolge und Auszeichnungen
| - 1991 IHL First All-Star Team - 1991 Turner-Cup-Gewinn mit den Peoria Rivermen - 1992 IHL Second All-Star Team - 1995 Österreichischer Meister mit der VEU Feldkirch - 1996 Alpenliga-Gewinn mit der VEU Feldkirch - 1996 Österreichischer Meister mit der VEU Feldkirch - 1997 Alpenliga-Gewinn mit der VEU Feldkirch | - 1997 Alpenliga All-Star-Team - 1997 Österreichischer Meister mit der VEU Feldkirch - 1998 European-Hockey-League-Gewinn mit der VEU Feldkirch - 1998 Alpenliga-Gewinn mit der VEU Feldkirch - 1998 Österreichischer Meister mit der VEU Feldkirch - 1999 Alpenliga-Gewinn mit der VEU Feldkirch |